# Telmo López
Pedro Telmo López (Santa Fe, 13 de abril de 1825 - San Fernando, Ñeembucú, diciembre de 1868) fue un militar argentino, hijo del caudillo santafesino Estanislao López, que se hizo notable al enrolarse en el ejército del Paraguay al inicio de la Guerra de la Triple Alianza.

## Biografía
Penúltimo hijo del caudillo Estanislao López, formó desde muy joven en las milicias de su provincia, principalmente a órdenes de su tío Juan Pablo López, que fue también caudillo y gobernador de Santa Fe. Combatió en las guerras civiles argentinas siguiendo a su tío, militando primeramente en el Partido Federal y luego en las filas de los enemigos de Juan Manuel de Rosas. Pasó varios años exiliado en Corrientes y en Brasil. Participó en la campaña del Ejército Grande en 1851, pero no es seguro que haya combatido en la Batalla de Caseros.
Durante los años 1850 apoyó las tres últimas revoluciones de su tío. En 1855 le fue reconocido el grado de mayor del ejército de la Confederación Argentina. Prestó servicios durante años en la frontera norte de su provincia, destacándose en la lucha contra los indios mocovíes y también en las negociaciones pacíficas con ellos.
Participó del lado de la Confederación en las batallas de Cepeda y Pavón como jefe de un cuerpo de caballería. Participó también en la derrota de Cañada de Gómez, como resultado de la cual se instaló en Paraná, bajo la protección del expresidente Urquiza, quien lo ascendió al grado de coronel.
Participó en la política entrerriana de los años 1860, apoyando a la fracción federal dirigida por el general Ricardo López Jordán, opositora a la actitud de Urquiza, conciliadora con el presidente Mitre.
Cuando se produjo la invasión de Venancio Flores al Uruguay – desde Buenos Aires, y con ayuda del gobierno de Mitre – López se unió al ejército legal del presidente constitucional Bernardo Berro. Participó en las contra las tropas de Venancio Flores y contra la posterior invasión brasileña. Formó parte de la defensa de la ciudad de Salto hasta que ésta cayó en manos brasileñas. De allí pasó a Paysandú, participando en la defensa desesperada de la plaza contra el cañoneo a que sometió a la ciudad la flota brasileña. Cuando la ciudad cayó en manos de Flores, huyó a Entre Ríos, pasando de allí a Montevideo.
A principios de 1865 fue enviado a reunir voluntarios para la defensa de Montevideo en Entre Ríos, pero el gobernador Urquiza lo arrestó y lo envió preso a Buenos Aires. Recuperó la libertad unos días más tarde y se trasladó a la ciudad de Concordia, donde reunió algunos voluntarios y numerosos blancos exiliados, con los que formó un pequeño ejército con la ayuda de Waldino Urquiza, hijo del gobernador. Antes de que pasaran al Uruguay llegó la noticia de la entrada de Flores en Montevideo.
Perseguido por Urquiza huyó a Rosario, mientras los exiliados blancos uruguayos eran obligados a abandonar Entre Ríos.
Cuando se produjo la invasión paraguaya de Corrientes muchos federales simpatizaron con el gobierno del presidente del Paraguay, Francisco Solano López, y varios cientos de soldados se unieron a los invasores. No obstante, fueron pocos los oficiales que tomaron esa actitud; entre ellos el de más alta graduación fue el coronel Telmo López. La torpeza de las fuerzas de López en la ocupación de Corrientes, que no se apoyó en la simpatía de los federales sino en la fuerza que podía ejercer sobre la población, causó la rápida interrupción del enrolamiento de argentinos en las fuerzas invasoras. Fuera de Corrientes, la propaganda del gobierno de Mitre convenció a casi todos los argentinos que la invasión había sido un ataque artero y sin previa declaración de guerra, aun cuando el gobierno argentino sabía que la guerra había sido declarada con anterioridad.
El grupo liderado por Telmo López partió desde Concepción del Uruguay en dirección a Bella Vista, donde se embarcó hacia Humaitá, donde se entrevistaron con el presidente paraguayo. Telmo López se puso al frente de una campaña que debía llegar hasta Santa Fe, cruzando el Chaco, pero ésta no pasó más allá de la actual Resistencia, frente a Corrientes, ya que en esos días las fuerzas paraguayas abandonaron esa ciudad.
Incorporado al ejército paraguayo, Telmo López participó como comandante de una división de caballería en la Batalla de Tuyutí y varias otras batallas de la Campaña de Humaitá.
Terminada esa campaña, el presidente comenzó a sospechar de todos sus colaboradores cercanos, que creía lo estaban traicionando. Arrestó a sus ministros, sus propios hermanos y hasta al obispo de Asunción. También arrestó a muchos oficiales, entre ellos los pocos argentinos que quedaban, incluyendo a Telmo López. Tras pasar varias semanas prisionero, en pésimas condiciones de salud y alimentación, fue fusilado en el campamento del Ejército Paraguayo, situado en San Fernando, cercano a la desembocadura de río Tebicuarí en río Paraguay, en el actual Departamento de Ñeembucú, en diciembre de 1868.